# Грузинов, Александр Евграфович
Александр Евграфович Грузинов (1873 — 9 сентября 1918 года) — российский военный деятель, артиллерист.

## Биография
Родился в дворянской семье. В 1890 окончил 2-й Московский кадетский корпус, в 1892 — Александровское военное училище.
В 1913 году в чине подполковника артиллерии вышел в отставку. Однако затем в годы Первой мировой войны командовал 22-й ополченческой легкой батареей. Председатель Московской губернской земской управы (Январь 1912—1914).

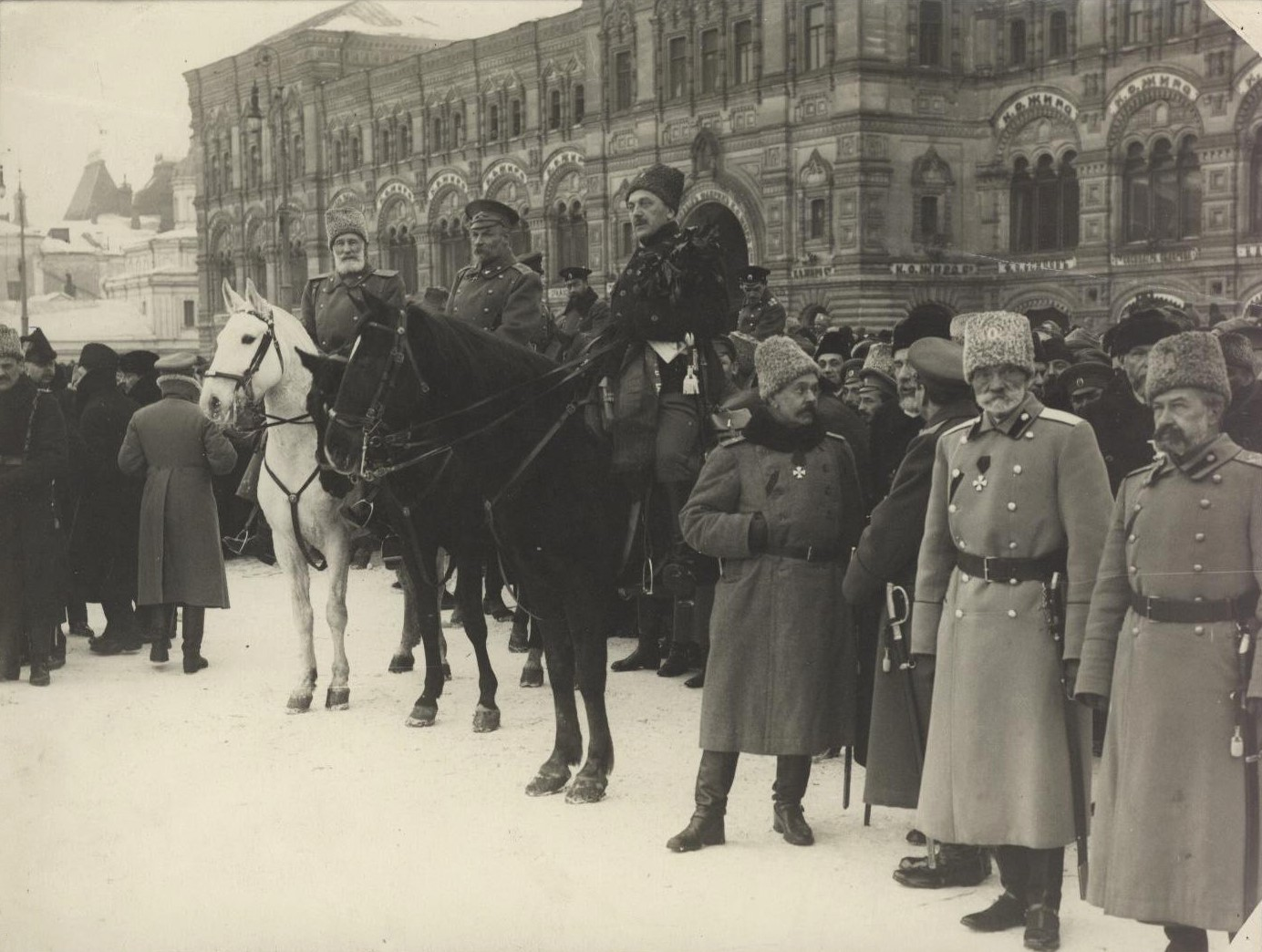
Красная площадь. Грузинов А.Е. принимает парад революционных войск. 4 марта 1917 года.

В ходе Февральской революции 1 (14) марта 1917 года явочным порядком возглавил московский армейский гарнизон, на следующий день обратился с воззванием к населению Москвы: «Дело сделано. Переворот совершен. Долг каждого вернуться к своей работе». 4 (17) марта принял на Красной площади парад революционных войск. Затем по инициативе Комитет московских общественных организаций был назначен командующим войсками Московского военного округа.
Некоторые из вновь назначенных начальников чудят невероятно и много причиняют беспокойства. Особенно отличается в Москве Грузинов, доходящий до того, что по собственной инициативе формирует новые части (даже одну «своего имени») и отправляет их на фронт, приводя весь Главный штаб и Главное управление Генерального штаба в неописуемую тоску.
В апреле 1917 года Грузинову присвоено звание полковник. В конце месяца подал в отставку из-за разногласий с Советом солдатских депутатов. В 1918 году — в Донской армии; зам. председателя экономического совета при войсковом правительстве. Утонул 9 сентября 1918 под Новочеркасском.